# František Valentin Stanke
František Valentin Stanke (14. února 1734 Opava – 25. prosince 1791 Opava) byl zvonař v Opavě.

## Život
Syn z druhého manželství zvonaře Františka Stankeho (1694–1750) byl pokračovatelem zvonařské dynastie Stanků v Opavě v letech 1752–1791. Vyučil se zvonařství u svého otce a usadil se v Opavě po skončení tovaryšského vandru. Po smrti svého otce vedl jeho dílnu. V roce 1757 byl přijat za opavského měšťana. Zvonařskou dílnu v Židovské ulici čp. 68 rozšířil až k městským hradbám. Po jeho smrti vedla dílnu do roku 1798 jeho žena Magdaléna, která postoupila zvonařskou dílnu svému synovi Františku Mikuláši Stankemu až v roce 1798 v jeho 33 letech.

## Dílo
Opavská zvonařská dílna František Valentin Stanke (1734–1791)
Zvony lil od roku 1750 do 1791, po jeho smrti vedla dílnu jeho manželka Magdaléna. Z velkého počtu ulitých zvonů je známo asi 34 zvonů. Jeho zvony měly hladká profilovaná ucha, prázdná nápisová pole na čepci, rozměrné vlysy z visících palmet, v lalocích stylizované ornamenty, reliéfy ukazující ruky, světců. Plastická výzdoba obvykle pokrývala celý povrch zvonu. V Německu se dochovalo deset zvonů, které byly odlity pro Horní Slezsko a po rekvirování, kterou přečkaly, nebyly vráceny na původní místa. Zvony dodával pro (neúplný seznam):
- 1755 kaple Andělů strážných, Suché Lazce, průměr 36 cm, výška 28 cm nesl nápis: SV.JENE NEPOMUCKÝ, SVATÁ MARIA, SV.KRIŠTOFE ORODUJTE ZA NÁS. Za druhé světové války byl zazděn pod schody kaple a tak nebyl rekvírován.[4]
- 1757 kostel sv. Archanděla Michaela, Hrozová, dva zvony. Větší byl přelit v roce 1806 jeho synem Františkem Mikulášem Stankem[5]
- 1763 Štítina[2]
- 1764 filiální kostel Nanebevzetí Panny Marie, Šilheřovice, tři zvony[6]
- 1765 Horní Hlohov, hmotnost 4 550 kg průměr 1,930 m. rekvírován v druhé světové válce. Ze hřbitova zvonů v Hamburku byl zapůjčen v roce 1950 do Fuldy a v roce 2001 navrácen. Nápis na zvonu:„Já protekl jsem ohně žárem a s milostí Boží František Xaver Stanke v Opavě mě odlil.“[7]

- 1764 kostel Nejsvětější Trojice, Opavice, malý zvon[8]
- 1767 Široký Brod[3]

- 1766 kostel sv. Josefa, Hutisko (okr. Vsetín), váha zvonu dva centýře (asi 123,5 kg), nesl nápis: Jesus Nazarenus Rex Judeorum et verbum caro factum est et habitavit nobis.VnI InDIVIDVetrIno VIrgInI sIne Labe SaCrato et ECCLesIaHVtIsCensI anno PartVs VIrgineI qVatro nonas AVgVstI CoLLata a pIe obeVnte DIe sexta MaI GeorgIo Ktženek CoLono HVtIsCensI Per Franciscum Stanke Oppavia Anno 1766.[9] Zvon byl rekvírován během první světové války.[10]
- 1766 kostel Prozřetelnosti Boží, Šenov, zvon s nápisem Svatá Maria a svatý Jane Nepomucký a dataci rokem 1766, rekvizice v první světové válce[11]

- 1767 ? kostel sv. Jana Křtitele a sv. Barbory, Lukavec u Fulneku,[12]
- 1768 Bílá Voda[3]

- 1780 kostel sv. Jiří, Hošťálkovy nápis: IN HONOREM S: FRAN: XAVERI ET DONATI OLOMUCI A: D: 1780[13]
- 1780 kostel sv. Valentina, Hlinka. Odlit v Opavě, zvon vysoký 25 cm (s korunkou 32 cm) průměr ve věnci 35,5 cm. Je zavěšen na koruně šesti uchy na boku zvonu je umístěn nápis: JOSEPH SCHEIDER DER ZEIT BAUINSPECTOR FRANTZ FOGT BAUVERWALTER. Na věnci mezi dvěma linkami obíhá nápis: PER FRANCISCVM STANKE OPPAVIAE  1780. Zvon přežil obě světové války.[14][15][16]
- 1780 kostel sv. Martina, Krnov, hodinový cimbál se zvony o průměru 59 cm a 91 cm[13]
- 1781 kostel sv. Martina, Krnov, po požáru v roce 1779 ulil čtyři nové zvony, které se nedochovaly. Čtvrtý zvon byl bez nápisu. Velký zvon, váha 886 kg, průměr 125 cm, nesl nápis: REFUSA POST INCENDIUM ET DEDICATAFUIT HAEC CAMPANA SALVATORI NOSTRO. SALVATOR MUNDI SALVA NOS ET A FULGURE, GRANDINE ET TEMPESTATE LIBERA NOS. HAEC CAMPANA A FRANCISCO STANKE OPAVIAE REFUSA EST 1781. Menší zvon, váha 517 kg, průměr 106 cm nesl nápis: SUB TUUM PRAESIDIUM CONFUGIMUS SANCTA DEI GENITRIX. REFUSA POST INCENDIUM ET DEDICATA FUIT HAEC CAMPANA HONORI B. M. V. HAEC CAMPANA A FRANCISCO STANKE OPAVIAE REFUSA EST 1781. Nejmenší zvon váha 283 kg, průměr 84 cm, nesl nápis: SSI JOANNES ET PAULE ORATE PRO NOBIS. HAEC CAMPANA A FRANCISCO STANKE OPAVIAE REFUSA EST ANNO 1781.[13]
- 1783 Ondřejovice tři zvony[3]
- 1784 farní kostel Povýšení sv. Kříže, Fryštát (Karviná-Fryštát) dva zvony, větší s nápisem: Honor Deo Patri et Filio atque Spiritus Sancto Beataeque Virgini Mariae Kolem okraje zvonu: Ohněm jsem byl roztaven a z milosti Boží mě odlil František Stanke v Opavě. Menší zvon: Refusa sub parocho et archipresbyterio Josepho Dostal per Leopold Fr. Stanke Olomucii[17]
- 1784 Zlaté Hory[2]
- 1788 Mikulovice[3]
- 1789 Kobylá[3]
- 1791 kostel Povýšení sv. Kříže, Město Libavá, hodinový cimbál[18]